# Wake Up the Coma
Wake Up the Coma è un album in studio del gruppo musicale canadese Front Line Assembly, pubblicato nel 2019.

## Tracce
1. Eye On You (feat. Robert Görl) – 4:30
2. Arbeit – 5:02
3. Rock Me Amadeus (feat. Jimmy Urine) – 4:14
4. Tilt – 5:10
5. Hatevol – 5:00
6. Proximity – 5:21
7. Living a Lie – 5:53
8. Wake Up the Coma (feat. Nick Holmes) – 5:47
9. Mesmerized – 4:47
10. Negative Territory – 6:18
11. Structures – 5:07
12. Spitting Wind (feat. Chris Connelly) – 5:17